# Klondike Mines Railway
Die Klondike Mines Railway ist eine ehemalige Eisenbahngesellschaft im Yukon Territory (Kanada). Sie wurde am 10. Juli 1899 gegründet, um ein Netz von Eisenbahnstrecken zwischen Dawson und Dominion Creek entlang des Klondike River zu bauen. Die Spurweite der Bahn sollte drei Fuß (914 Millimeter) betragen. Der Personenbahnhof in Dawson wurde am Flussufer in Höhe Queen Street gebaut, die Strecke führte von dort jedoch noch weiter bis zur Albert Street. Der Bau stockte jedoch nach wenigen Kilometern und wurde erst 1906 fortgesetzt. Mitte Juli des Jahres konnten die ersten 21 Kilometer bis nach Grand Forks eröffnet werden und am 16. Oktober 1906 war die 51,19 Kilometer lange Strecke bis Sulphur Springs fertiggestellt. Die ursprünglich vorgesehenen Zweigstrecken sowie die Strecke entlang des Yukon River südlich von Dawson wurden nicht gebaut.
Neben den Golderztransporten zum Yukon River wurde Holz zu den Minen transportiert, und täglich verkehrte ein Personenzug über die Strecke. Die ersten beiden Lokomotiven wurden von der White Pass and Yukon Railway gekauft. Nachdem über die Monate des Winters 1906/07 kaum Verkehr zu verzeichnen war, entschied die Bahngesellschaft, den Betrieb nur noch von Mai bis Oktober jeden Jahres durchzuführen. Nach dem Ende des Goldrauschs in der Region stellte die Bahn im Oktober 1913 ihren Betrieb ein. Die Fahrzeuge verblieben in Dawson, wo noch heute drei Dampflokomotiven ausgestellt sind. Die Gleise wurden 1925 an die Yukon Consolidated Gold Corporation verkauft, die sie kurz darauf abbaute. Ein Teil der Trasse, von Six Below bis Bonanza, wurde 1928 durch die Regierung erworben, die eine Landstraße darauf baute.